# ひゃくまんさん
ひゃくまんさんは、石川県の観光PRマスコットキャラクター。キャラクターの風貌は、ちょびヒゲを生やした短い手足のあるダルマ人形風。人が中に入れる実装もののゆるキャラは地元と東京に2体あり、亀のように手や足を引っ込めることができる。土産物などで用いられるデザインでは手足のないものもある。

## 概要
2013年（平成25年）、北陸新幹線の長野駅 - 金沢駅間開業を首都圏でPRするために製作された。石川県の郷土玩具「加賀八幡起上り」をモチーフに、加賀友禅柄や九谷五彩を活用したデザインで、体と眉毛は金箔、ひげは輪島塗、背中には大きく「石川県」と書かれている。石川県が同県出身のデザイナーら4人にマスコットキャラクターのデザイン制作を依頼。石川県観光総合プロデューサーの早川和良らでつくる選考委員会で、金沢市出身のグラフィッククデザイナー田中聡美の案を採用した。名前は一般公募で寄せられた中から、加賀百万石を連想させる「ひゃくまんさん」に決定。その際の応募数は約5,000件であった。得意技は「七転び八起き」のポーズ。また石川県出身の力士遠藤を応援するため、勝ち越しと横綱を倒す金星をとれるよう考え出された、体を大の字に開く「金星」というポーズもある。
身長は175cm。横幅は130cm。製作者側が福々とした可愛らしさを出す意図でこのようにしたが、それでは県庁にすら入れないため、横向きの幅は117cmと正面向きの幅よりスリムになっている。この幅でも新幹線には乗車できないが、これは、当初は首都圏で北陸新幹線の開業をPRするためのキャラクターだったため、新幹線への乗車を想定していなかったことが理由である。
現在は、石川県と東京都に1体ずつ存在している。1体目の製作費は、輪島塗や金箔張の伝統技巧を多用していることもあり、一体約200万円と高額。2014年（平成26年）に完成した2体目は、1体目では眉毛など一部にのみ使われていた金箔を全身に使用した、炭素繊維を全身に採用して2割の軽量化が図られたなどの違いがある。
金沢駅構内の観光案内所前、金沢市尾張町にある八百萬本舗内のひゃくまんさんのグッズショップ「ひゃくまんさんの家」2階にはフィギュアが展示され、観光客の写真撮影スポットとなっている。
また、石川県のアンテナショップ「いしかわ百万石物語・江戸本店」（東京都中央区銀座）の店頭には、実物の約1/2スケールのフィギュアがアイキャッチとして展示されていた（2023年10月9日閉店）。その後継施設となるアンテナショップ「八重洲いしかわテラス」のオープンイベントに出演している。

## 反響
石川県議会から「かわいくない」「だるまに似た姿から石川を連想するのは難しい」など、批判や疑問の声があがった。石川県知事（当時）の谷本正憲は「期待や関心が寄せられている。せんとくんの例もあり、奇抜なデザインでいい」と発言した。また、東海テレビの昼ドラ『花嫁のれん』では、ドラマの重要なシーンにおいて加賀八幡起上りが登場。起き上がる光景がかわいいと評判になり、2015年（平成27年）の第4シリーズではひゃくまんさんを使用した起上りが登場している。
モチーフが縁起物であること、体に本物の金箔が使われていることなどから、「縁起が良い」「ご利益がある」といった評判が生まれ、年末ジャンボ宝くじの販売開始の際に地元の宝くじ売り場でのPRイベントに出演したこともある。
また、2014年（平成26年）に地元の星稜高校が進出した全国高校サッカー選手権大会決勝に応援に駆けつけた際に、リードした状態から、他の客が帰る邪魔にならないよう一足先に会場を出たところ勝ち越されてしまったため、翌年に星稜高校が決勝進出したときは最後まで応援を続け、星稜高校が優勝したなどのエピソードがある。

## ひゃくまんさん小唄
2015年（平成27年）、石川県への観光誘客を目的とした動画の「いしかわ百万石物語〜ひゃくまんさん小唄〜」が作成された。キャラクター選考委員も務めた早川和良が総合監修し、ひゃくまんさんが地元の観光名所を旅するような映像となっており、挿入歌の作詞も手掛けた。作曲は、石川県観光ブランドプロデューサーで歌手の松任谷由実が行い、編曲は元東京スカパラダイスオーケストラリーダーのASA-CHANGが行った作品。
動画に登場する子ども達が踊るダンスの振り付けが公開されており、地元の保育園などによる発表会にひゃくまんさんが登場して、ひゃくまんさん小唄の地元普及を図っている。
非売品のDVDが特別プレゼント用に制作されており、DVDジャケットの写真は写真家鋤田正義が、2016年5月から6月にかけて石川県で開催された「石川ロックサミット」の写真展のために撮りおろしたひゃくまんさんの写真が使用されている。

## グッズ展開
石川県からの許諾を受けることで、個人または企業・団体がイラストを無償で使用できる。2016年3月時点で商品数は600品を超えている。
公式グッズとして、キーホルダーや絵はがきのほか、モチーフとなった加賀八幡起上りの人形、また県の伝統工芸である九谷焼や金箔の人形が販売されている。九谷焼の人形については、高さ約30cm、価格40万円超のグッズがあるが、2017年2月までに2体売れたと発表された。

## 出演など
映画
- レディ加賀（2024年2月9日公開）[23]

ゲーム
- ラブライブ！蓮ノ空女学院スクールアイドルクラブ(2023年11月13日配信回）[24]